# Anatole-François Hüe de Caligny
Pour les articles homonymes, voir Hüe de Caligny.
Anatole-François Hüe, marquis de Caligny (né le 31 mai 1811 à Valognes, mort le 24 mars 1892 à Versailles), propriétaire du château de Flottemanville, est un scientifique et hydraulicien français. 

## Biographie
Petit-fils de l'ingénieur des fortifications Jean-Anténor Hüe de Caligny, il effectue ses études secondaires au collège de Saint-Lô puis au Collège Royal de Caen, où il a Le Verrier pour condisciple. Admis à la Société philomathique de Paris sur un rapport élogieux de Charles Combes (6 avril 1839), ses recherches expérimentales sur l'hydrodynamique des écoulements en conduite ont diverses applications pour le calcul des bassins d'épargne et des cheminées d'équilibre des aqueducs de barrage. Elles sont couronnées du prix Montyon (1838) et de la croix de la Légion d'honneur.
Il est membre correspondant de l'Académie des sciences de Paris (classe de mécanique), de Turin (1844), de Rome (1883).

## Écrits
- Marquis A. de Caligny et L.-E. Bertin, Sur la fondation de l'ancien port de Cherbourg, 1696, 1739 à 1743, 1758. Notes et plans, Paris, Dunod, 1879
- Marquis A. de Caligny, Recherches théoriques et expérimentales sur les oscillations de l'eau, vol. I : Oscillations dans les tuyaux, ondes liquides, phénomènes de succion, fontaines intermittentes, etc., Paris, Libr. polytechn. Baudry, 1882
- Marquis A. de Caligny, Recherches théoriques et expérimentales sur les oscillations de l'eau, vol. II : Écluses de navigation, moteurs hydrauliques, machines élévatoires, machines d'épuisement, machines soufflantes et à comprimer l'air, pompes, Paris, Libr. polytechn. Baudry, 1883